# 아프가니스탄인
아프가니스탄인 또는 아프간인은 아프가니스탄 국적의 사람이다.
파슈툰인, 타지크인, 하자라족, 우즈베크인, 아이마크인, 투르크멘인, 발루치족으로 구성된다.

## 같이 보기
- 아프가니스탄의 인구
- 파슈툰인